# Bredenbek
Bredenbek est une municipalité allemande située dans le land du Schleswig-Holstein et dans l'arrondissement de Rendsburg-Eckernförde.

## Personnalités liées à la ville
- Eric Braeden (1941-), acteur né à Bredenbek.